# تشيتان غيميري
تشيتان غيميري (3 فبراير 1988 في نيبال - ) هو لاعب كرة قدم نيبالي في مركز الهجوم. شارك مع منتخب نيبال لكرة القدم. أما مع النوادي، فقد لعب مع Nepal Police Club ‏.

## روابط خارجية
- تشيتان غيميري على موقع قاعدة بيانات كرة القدم.إي يو (الإنجليزية)
- تشيتان غيميري على موقع ناشيونال فوتبول تيمز (الإنجليزية)